# Johan Picardt

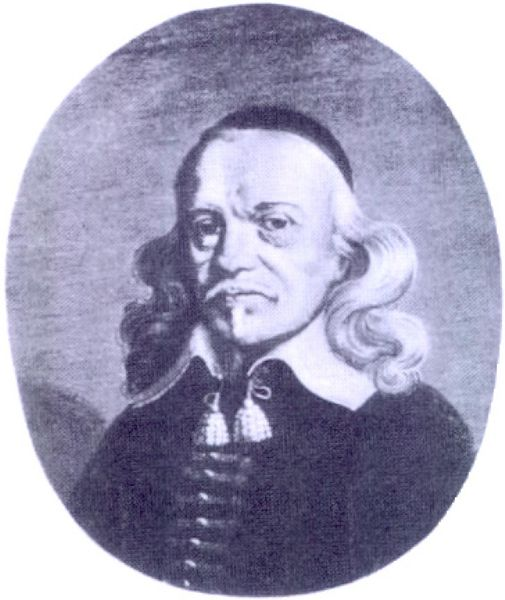
Johan Picardt

Johan Picardt (* 5. Februar 1600 in Bentheim; † 21. Mai 1670 in Coevorden) war ein deutsch-niederländischer, evangelisch-reformierter Moorkolonisator, Pastor, Mediziner und Schriftsteller.

## Leben
Johan Picardt (oder Piccardt) war der älteste Sohn des reformierten Predigers Johan Pickhart (* 1. Mai 1560 in Neuenhaus, † 7. Dezember 1629) und dessen Ehefrau Elske Kemener (* 3. Januar 1569 in Neede/Herrschaft Borkulo; † 21. August 1607 in Bentheim). Zunächst besuchte er die Hohe Schule in Steinfurt. Die Pickharts gehörten zu jener Zeit zu den eingesessenen Familien in der Grafschaft Bentheim. Es wird bei dem späteren Namen Picardt immer wieder vermutet, dass eine Verbindung zur französischen Landschaft Picardie besteht, was aber nicht nachgewiesen werden kann. Eine enge Verbindung gab es dagegen zu den Niederlanden. Johans Bruder Alexander Pickhart (geb. 1604) kämpfte als Hauptmann in holländischen Diensten bis zu seinem Tod im Jahre 1640. Die französisierte Schreibweise des Familiennamens scheint Picardt selber eingeführt zu haben. Er studierte an der Universität Leiden. 1623 wurde er im holländischen Dorf Egmond aan Zee in den Kirchendienst übernommen. 1625 heiratete er dort Roeka Brederode aus Egmond († am 3. März 1666 in Coevorden). Sie hatten sieben Kinder. 1628 erwarb er in Leiden den Doktorgrad der Medizin. Durch seinen Verdienst durch medizinische Behandlungen kam es zu Auseinandersetzungen mit den Kirchenoberen.
Da das Leben für eine große Familie in Holland nicht leicht gewesen zu sein scheint, versuchte er sich im trockengelegten Beemster, einem Nebenmeer der Zuiderzee, zum ersten Mal nebenbei als Landwirt. Um die Lage seiner Familie zu verbessern, pachtete er in der Drenthe, in Rhee, einen ehemaligen Klosterhof an. Von dort an begann er sich mit den Problemen der Landwirtschaft auseinanderzusetzen. 1643 erhielt er eine Stelle als Prediger in Rolde. 1646 verfasste er ein Werk über die Bedeutung des Predigtamtes. Dies wurde 1650 in Zwolle gedruckt. 1647 ist er in der Universität Groningen eingeschrieben. Da er hier wahrscheinlich auch mit Problemen der Landwirtschaft beschäftigt war, wurde er 1647 vom Grafen Ernst Wilhelm zu Bentheim und Steinfurt zum Directeur des Hochmoores berufen. Zugleich wurde er zum ersten Prediger nach Coevorden berufen. Um die Landwirtschaft zu verbessern, versuchte er schon im Jahre 1645 einen Kanal in der Grafschaft Bentheim zu bauen. Dieser Kanal wurde allerdings erst im 20. Jahrhundert gebaut und trägt den Namen Coevorden-Piccardie-Kanal.
Seine Erfolge bei der Kultivierung des Osterwaldes waren anfangs gering, was auch auf die politisch unruhigen Zeiten im Umfeld des münsterisch-niederländischen Krieges zurückzuführen ist. 1655 wurde eine neue, fast quadratische Plankolonie mit Hilfe der Brandkultur angelegt. Sie hieß zuerst Ernstdorf, später ihm zu Ehren Piccardie, heute Alte Piccardie, da in der Nachbarschaft 1725 die Siedlung Neue Piccardie entstand, heute Georgsdorf.
In den Niederlanden ist Johan Picardt bis heute als erster Geschichtsschreiber der Drenthe bekannt. Er wird zudem als einer der ersten Geschichtsschreiber der Urgeschichte bezeichnet.

## Werke (Auswahl)
Korte Beschryvinge Van eenige Vergetene en Verborgene ANTIQUITETEN Der Provintien en Landen Gelegen tusschen de Nord-Zee, de Yssel, Emse en Lippe. Waer by gevoeght zijn ANNALES DRENTHIAE, Dat zijn Eenige Aenteyckeninghen en Memorien, van sommige Gedenckwaerdige Geschiedenissen, gepasseert in het Antiquiteet-rijke Landschap DRENTH, van de Geboorte Christi af, tot op desen tijdt. Amsterdam 1660.